# ジェムストーン賞
ジェムストーン賞（ジェムストーンしょう）は、特別区競馬組合が大井競馬場ダート1200mで施行する地方競馬（南関東公営競馬）の重賞競走（SIII）である。

## 概要
2020年から2023年までサラブレッド系2歳馬による準重賞競走として施行。JRA指定競走となっており、負担重量は別定であった。
2024年度よりSIIIの重賞競走に格上げされた。またこの年より本競走の2着以上の馬に、翌年の浦和・ニューイヤーカップの優先出走権が与えられるようになっている。

### 条件・賞金等（2024年）
出走条件
サラブレッド系2歳オープン、南関東所属
負担重量
別定。55kg、牝馬54kg（南半球産3kg減）を基本に、本年11月22日までの番組ポイント1000毎に1kg負担増となる。
賞金額
1着1300万円、2着455万円、3着260万円、4着130万円、5着65万円、着外手当15万円。
副賞
特別区競馬組合管理者賞。
優先出走権付与
2着以上の馬にニューイヤーカップの優先出走権が付与される。

## 歴代優勝馬

### 準重賞格付け時
| 施行日         | 優勝馬           | 性齢 | 所属 | タイム | 優勝騎手 | 管理調教師 | 馬主                     |
| -------------- | ---------------- | ---- | ---- | ------ | -------- | ---------- | ------------------------ |
| 2020年12月28日 | ギシギシ         | 牡2  | 大井 | 1:13.2 | 桑村真明 | 栗田裕光   | （有）フォレブルー       |
| 2021年12月28日 | フォラステロ     | 牡2  | 小林 | 1:14.6 | 笹川翼   | 荒山勝徳   | 吉田照哉                 |
| 2022年12月27日 | ハーンドルフ     | 牝2  | 大井 | 1:13.6 | 本田正重 | 藤田輝信   | （有）キャロットファーム |
| 2023年12月6日  | フクノフードゥル | 牝2  | 小林 | 1:15.0 | 笹川翼   | 福田真広   | 福島祐子                 |

### 重賞格上げ以後
| 回数  | 施行日        | 優勝馬           | 性齢 | 所属 | タイム | 優勝騎手 | 管理調教師 | 馬主     |
| ----- | ------------- | ---------------- | ---- | ---- | ------ | -------- | ---------- | -------- |
| 第1回 | 2024年12月5日 | プリムスパールス | 牡2  | 船橋 | 1:14.0 | 澤田龍哉 | 米谷康秀   | 兼松康太 |

### 各回競走結果の出典
- JBISサーチ
  - 2020年，2021年，2022年，2023年，2024年
- 南関東4競馬場公式「ジェムストーン賞競走優勝馬」https://www.nankankeiba.com/win_uma/83.do